# Элио, Мария Луиса
Мария Луиса Элио Берналь (исп. María Luisa Elío Bernal; 17 августа 1926 — 17 июля 2009) — испанская писательница и актриса, находившаяся в изгнании в Мексике. Она служила источником вдохновения для Габриэля Гарсиа Маркеса. Элио написала сценарий и снялась в автобиографическом фильме «Пустой балкон» (исп. El balcón vacío), описывающем жизнь испанских беженцев Гражданской войны в Испании.

## Биография
Мария Луиса Элио родилась в Памплоне 17 августа 1926 года и была третьей и самой младшей дочерью Луиса Элио Торреса и Кармен Берналь Лопес де Лаго, которые поженились в 1920 году.
Её отец, адвокат и судья, пострадал за свои левые взгляды во время Гражданской войны в Испании и был заключён в тюрьму, но сумел бежать. В конце 1939 года его тайком переправили на границу, и после недолгого пребывания в концлагере Гюрс он добрался до Парижа и воссоединился со своей семьёй.
16 февраля 1940 года семья Элио отбыла в Мексику. Мария Луиса, имевшая репутацию умной и обаятельной девушки, изучала драматургию и вращалась в местных культурных и литературных кругах. В 1952 году она вышла замуж за Хоми Гарсиа Аскота, который также был сыном беженцев.
Прибыв в Мексику, Элио начала изучать драматургию вместе с Секи Сано, японским эмигрантом, жившим в Мексике. Она была членом группы «Поэзия вслух», а её поэтические произведения публиковались в газетах и журналах. Элио также писала короткие рассказы, сценарии и выступала на мексиканском телевидении.
В 1960 году её мужа пригласили приехать на Кубу и принять участие в съёмках фильма «Куба 58». Первоначально для фильма было запланировано пять частей, но окончательная композиция содержит только три, два из которых были созданы Гарсиа Аскотом. Он также планировал ещё один проект, музыкальную комедию в стиле «Вестсайдской истории», но вынужден был отказаться от него, из-за ухудшения политической ситуации на Кубе. Супруги вернулись в Мексику и начали работать в сотрудничестве с Эмилио Гарсиа Риерой над созданием одного из первых фильмов об испанских изгнанниках. Лента «Пустой балкон» (исп. El balcón vacío) — это автобиографическая история Элио, написавшей её сценарий. Она также снялась в этом фильме. Съёмки проходили только по выходным дням, поскольку у всех троих была постоянная работа. Таким образом создание фильма заняло целый год, он не имел коммерческого успеха, хотя и получил награды.
Элио и её муж были личными друзьями писателя Габриэля Гарсиа Маркеса и его всемирно известный роман «Сто лет одиночества» был посвящён им (единственная надпись на титульном листе его первого издания гласила «Para Jomí García Ascot y María Luisa Elío»). В течение полутора лет, которые он потратил на написание книги, супруги каждый вечер приходили к нему домой и критически оценивали версии этого повествования по мере его развития.
В 1968 году Элио и Гарсиа Аскот развелись. В 1970 году она вместе с сыном Диего (род. 1963) впервые после изгнания своей семьи приехала в Испанию. В 1988 году она написала книгу «Время плакать» (исп. Tiempo de llorar) о своём горько-сладостном опыте возвращения на родину и расстройстве, которое она пережила в результате этого. Во второй своей книге, «Записная книжка в живой плоти» (исп. Cuaderno de apuntes en carne viva), опубликованной в 1995 году, она попыталась исследовать путь объединения разорванных частей своей судьбы. Те, кто в детстве прибыл из Испании в Мексику в качестве беженцев, называли себя поколением Непантла — словом на языке науатль, которое описывает состояние принадлежности к двум местам одновременно. Не относя себя ни к одному из них, Элио описывала себя так, словно она застряла между прошлым и настоящим, что мешало ей смотреть будущее.
Элио умерла в Койоакане, Мехико, 17 июля 2009 года.

## Награды
В 2007 году испанское правительство наградило Марию Луису Элио Берналь офицерским крестом ордена Изабеллы Католической за её заслуги перед Испанией.